# Бойчук Тарас Володимирович
Бойчук Тарас Володимирович (23 березня 1957, село Старі Кути) — музикант і композитор, один із засновників та художній керівник оркестру народних інструментів у м. Вижниця Чернівецької області «Вижницькі музики».

## Біографія
- Народився 23 березня 1957 р. у селі Старі Кути Косівського району Івано-Франківської області. Закінчив Вижницьку середню школу імені Юрія Федьковича.[4]
- У 1976 р. закінчив Чернівецьке музичне училище по класу «баян», навчаючись на одному курсі з народним артистом України Павлом Дворським.
- У 1990 р. закінчив Чернівецький державний університет імені Юрія Федьковича.
- У 2000 р. видав збірку пісень «Черемоша музика іскриста» (ноти, 2000 рік, Вижниця), до якої увійшла і пісня на слова Ліни Костенко та музику автора збірки «Тут обелісків ціла рота».
- Як художній керівник оркестру є лауреатом багатьох національних та міжнародних конкурсів. Бере активну участь як композитор та член журі у проведенні музичних конкурсів, зокрема мистецького проєкту «Поетичний міст Вижниці», виховуючи молодь та студентів Буковини на кращих традиціях українського музичного мистецтва.[5][6]
- Автор музики до багатьох пісень «О краю, рідний краю», «Пісня про Вижницю» на слова Світлани Яреми, «Перевал» на слова Юрія Петричука, «Там, де ти і я» на слова Володимира Мельникова[7] та інших.